# Akácie sivozelená

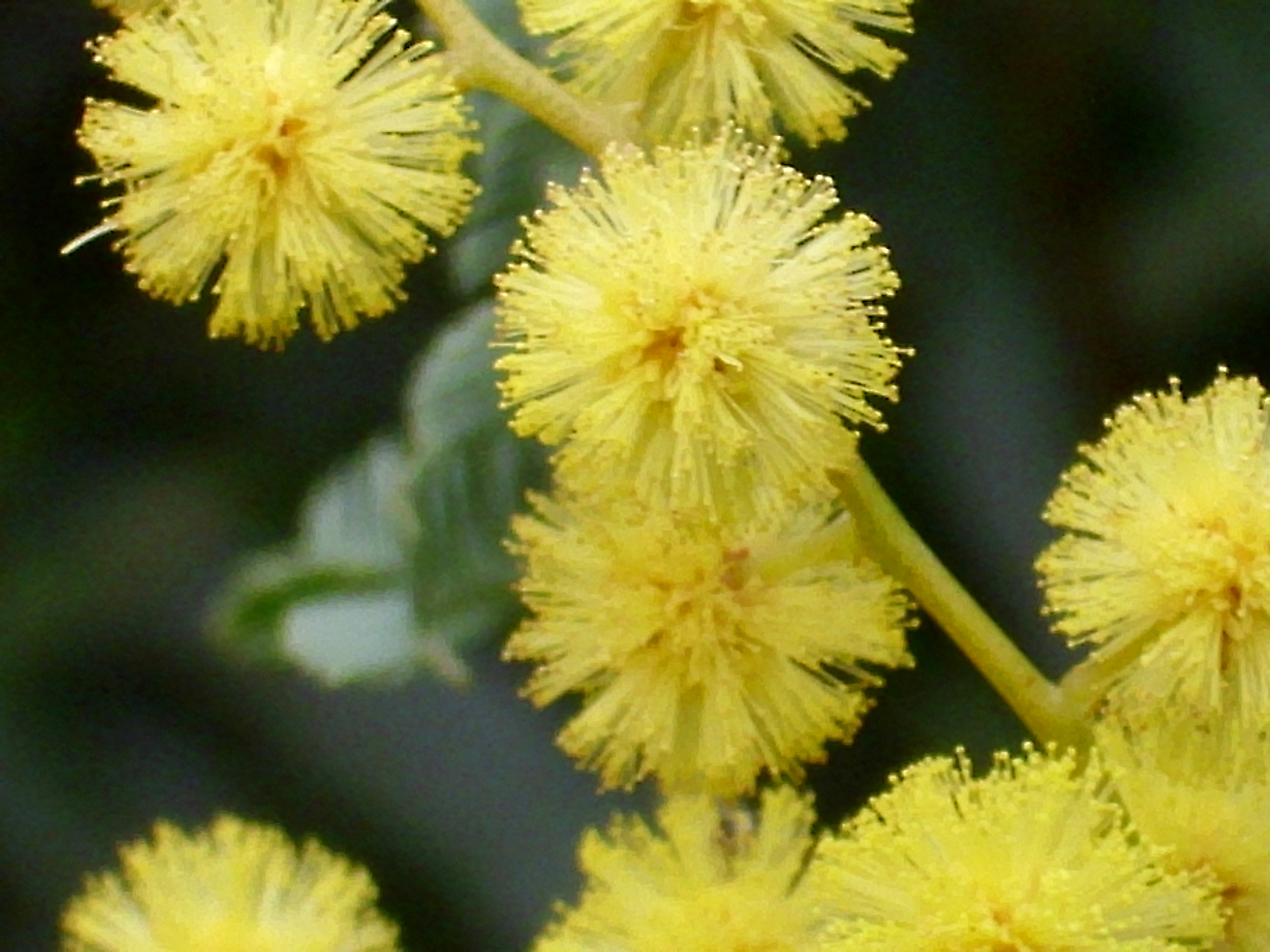
Kulovité hlávky květů

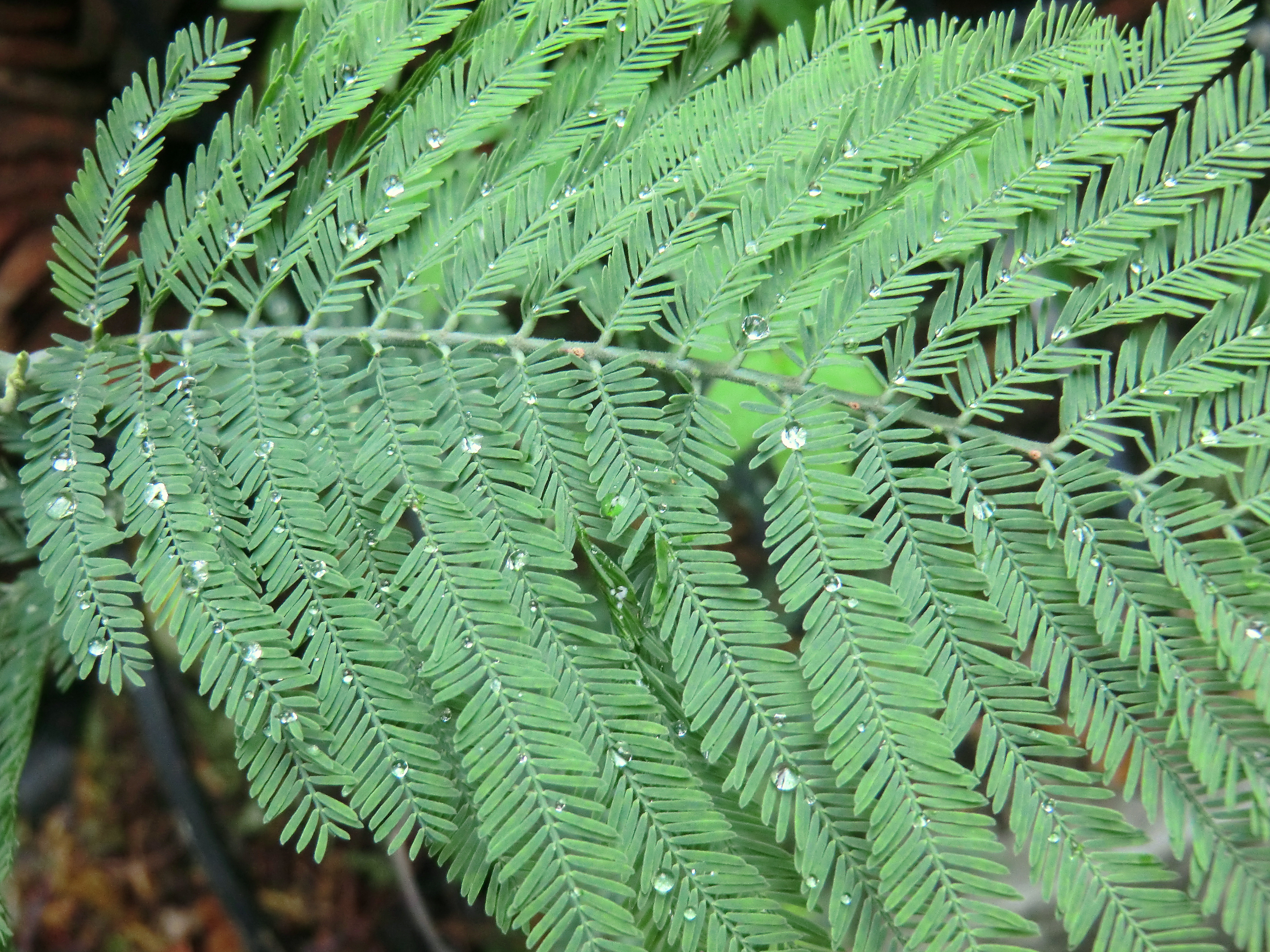
Dvojnásobně zpeřený list

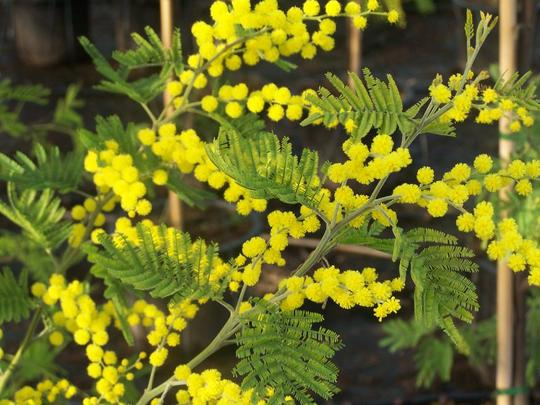
Větvička s listy a květy

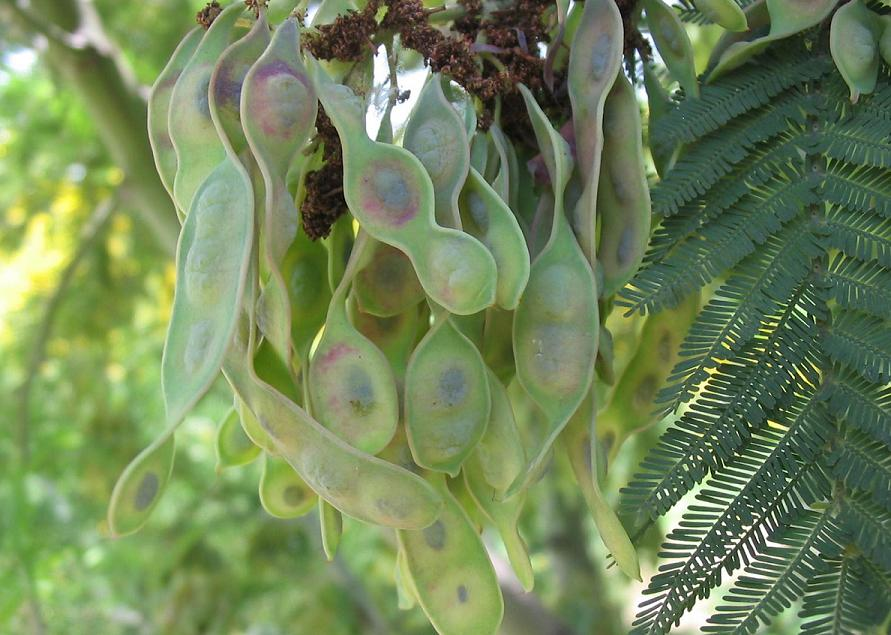
Zrající plody lusky

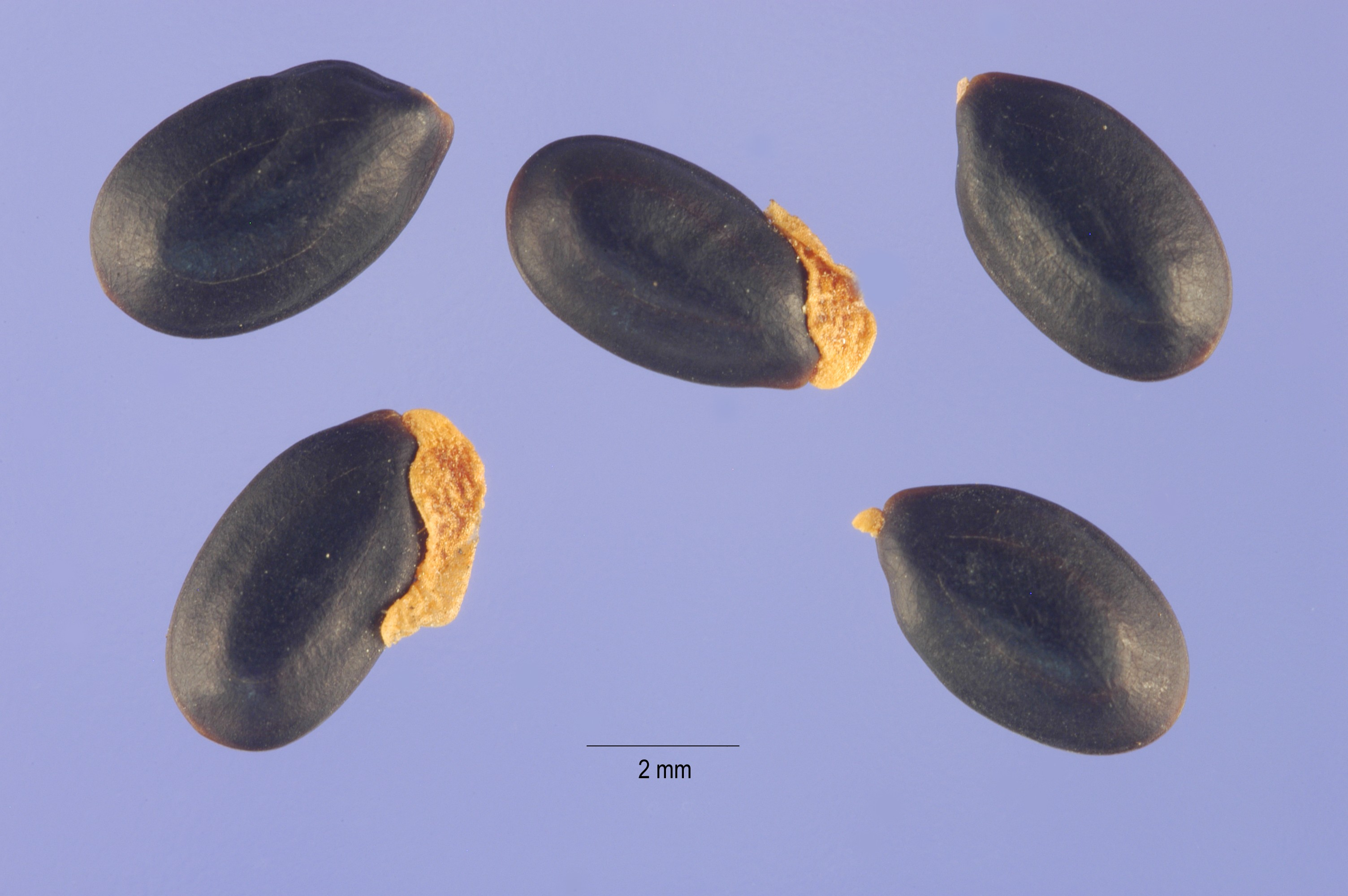
Semena

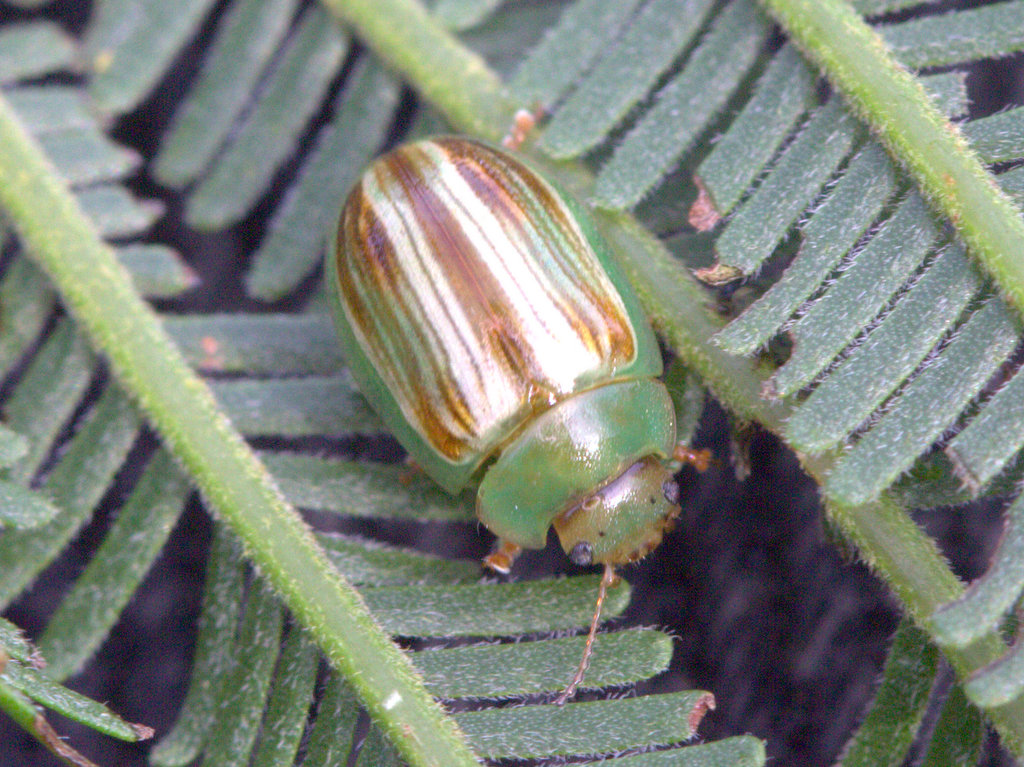
Brouk Peltoschema orphana

Akácie sivozelená (Acacia dealbata) je vždyzelený strom, řidčeji také keř, dorůstající do výšky 15 až 30 m. Je původní australskou rostlinou, která je pro své květy a nenáročnost při pěstování hojně vysazována do okrasných zahrad, snese krátkodobý pokles teploty pod bod mrazu. Je rychle rostoucí dřevina, typický pionýrský druh obsazující uvolněný prostor, například po požáru, vymýcení lesa či opuštění obdělávané půdy.

## Rozšíření
Akácie sivozelená pochází z jihu Austrálie, kde se přirozeně vyskytuje od severu Nového Jižního Walesu po středozápad Victorie. Roste tam v podhůří kopcovité krajiny, často na strmých svazích a podél řek, stejně jako na náhorních plošinách Australských Alp v nadmořské výšce 350 až 1000 m n. m. Nevelká arela se také nachází v Tasmánii ve výšce 50 až 600 m. Přišedšími obyvateli byla rostlina zavlečena do jižních částí Jižní Austrálie a Queenslandu, kde se rychle rozšířila a zdomácněla.
Postupně byla lidmi rozšířena do mnoha tropických a subtropických oblastí v Africe, Americe i Asi, včetně zemí na jihu Evropy. V mnoha nepůvodních státech, například ve Španělsku a Portugalsku v Evropě nebo v Jihoafrické republice na jihu Afriky se akácii sivozelené tak dobře daří, že byla prohlášena za invazní druh a byla tam přijatá opatření k zamezení dalšího šíření.

## Ekologie
Roste v lesích se suchomilnými dřevinami na rozličných substrátech, stejně jako na svazích a březích potoků nebo po okrajích bažin. Vyskytuje se často i ve vegetaci hlubokých roklích v subalpínských oblastech. Půdní typy se tam pohybují od neúrodných lesních podzolů, neodvodněných či štěrkových jílů až po dobře odvodněné kamenité svahy, vulkanické hnědozemě a lateritické červenozemě.
Vyskytuje se na místech, kde bývá průměrná maximální teplota nejteplejšího měsíce 20 až 28 °C, u nejchladnějšího klesá k nule, průměrné roční srážky jsou 600 až 1000 mm, nejnižší 300 až 500 mm a nejvyšší okolo 1500 mm. Průměrný počet deštivých dnů se pohybuje od 85 do 120, na Tasmánii může propršet až 170 dnů za rok. Rostliny jsou citlivé na chladné počasí, zvláště mladé, u starších s věkem odolnost vůči mrazu stoupá. Většinu exemplářů zahubí pokles teploty pod -10 °C, vybrané klony ale prokázaly odolnost vůči krátkému mrazu až -19 °C. Nesnáší stanoviště se zasolenou půdou.
V zavedených eukalyptových lesích bývá dominantním keřem, na mýtinách a světlých stanovištích nejčastěji vyrůstá ve formě stromu, velmi rychle se šíří na uvolněných místech po vykácených lesních porostech nebo na požářištích. Dospívá poměrně brzy, prvně kvete již ve věku čtyř či pěti let. V Austrálii vykvétá od července do listopadu a plody dozrávají za pět až šest měsíců po opylení květů. Prvých deset až patnáct let roste velmi rychle, ale po dvacítce již přírůstky klesají, všechny akácie jsou krátkověkými dřevinami.

## Popis
Neopadavý, bez ostný i bez trný strom, který ve své domovině dorůstá až do výšky 30 m, v Evropě však nebývá vyšší než 15 m, jeho koruna bývá široká od 5 do 10 metrů. Má rovný kmen, kůru hladkou, šedou nebo tmavohnědou, ve vlhkých horských oblastech často porostlou bělavým lišejníkem. Mladé větvičky jsou lehce hranaté, zprvu nažloutlé a později šedé. Střídavě vyrůstající modrošedé listy jsou dvakrát zpeřené, dlouhé až 12 cm (ojediněle až 17 cm) a široké do 11 cm. List s řapíkem, dlouhým 1 až 2 cm, je rozdělen do šesti až třiceti párů čepelí, každá z nich se dále dělí do deseti až osmašedesáti párů drobných lístků. Lístky vyrůstají vstřícně, jsou čárkovitě podlouhlé, na konci špičaté, dlouhé 2,5 až 5,5 mm, široké 0,5 až 1 mm a jsou porostlé bílými chloupky dodávající modrošedým listům stříbřitý lesk. Chloupky odrážejí část slunečního záření a chrání tak strom před nadměrným vypařováním vody.
Jasně žluté až žlutavě oranžové, sladce vonné květy vytvářejí třinácti až dvaačtyřicetičetná kulovitá květenství hlávky, která vyrůstající na stopkách z paždí listů. Květ velký 6 mm je pětičetný, oboupohlavný, stopku má dlouhou asi 5 mm. Kalich je zvonkovitý, nálevkovitá koruna má četné tyčinky s drobnými prašníky vystupující z okvětí. Semeník obsahuje mnoho vajíček, nitkovité čnělky nesou malé blizny. Květ je výrazně nápadný svým kulovitým shlukem mnoha žlutých tyčinek.
Plody jsou ploché, rovné až mírně zakřivené lusky, ve zralosti fialově hnědé barvy a dlouhé 2 až 12 cm a široké 6 až 14 mm. Lusky bývají mezi některými semeny mírně sevřené a ve zralosti se otevírající podél jednoho okraje. Obsahují hnědá až červenohnědá, oválná, zploštělá semena dlouhá asi 4 mm a široká 2 mm s nápadným masíčkem (karunkulem). Do jednoho kilogramu se počítá asi 53 tisíc semen, úspěšnost vyklíčení je okolo 75 %.

## Taxonomie
Byly vylišeny dva poddruhy, Acacia dealbata subsp. dealbata a Acacia dealbata subsp. subalpina. Poddruh subalpina se vyskytuje převážně ve vyšších nadmořských výškách a jeho stromy jsou nižší a užší než u nominátního poddruhu, dorůstají nejvýše do 10 m a také mají o něco málo drobnější lístky.

## Rozmnožování
Rostliny se v přírodě rozmnožují semeny, vzrostlí jedinci se také rozšiřují i kořenovými odnožemi. Rozrůstají se těmito dvěma způsoby tak rychle, že jsou po létech na některých místech považované za invazní druh. Po skácení dospělé akácie má zbylý pahýl tendenci ze spících pupenů na pařezu nebo kořenech vypustit několik nových jedinců.
Dobře se rozmnožuje i lidským přičiněním, kdy bývají nové rostliny získávány nejjednodušším způsobem, semeny. Protože semena klíčí pomalu, neboť mají poměrně tuhé a vodu špatně propustné osemení, používá se k urychlení klíčení léty prověřený způsob, ponoření semen na krátkou dobu do vařící vody, také bývá používáno částečné narušení osemení obroušením. Čerstvá semena, jež byla ošetřená některým z výše uvedených způsobů, klíčí spolehlivě, normální klíčivost semen s časem klesá jen velmi málo. Pro případ potřeby vegetativního množení, pro zachování určitých vlastností daného jedince, je doporučováno po odkvětu sázet polodřevité řízky do mírně vlhké půdy.

## Ohrožení
Dřeviny mají silného přirozeného nepřítele, v Austrálii žijícího brouka Peltoschema orphana (Pyrgoides orphana) z čeledě mandelinkovitých, jehož larvy se živí také listy akácie sivozelené. V dubnu až červnu snesou samice brouka průměrně po 110 vajíčkách na spodní stranu listů, ze kterých se za deset dnů vylíhnou larvy požírající listy. Larvy se čtyřmi instary spásají listy od května do listopadu. Pak slezou na zem, kde si v půdě vytvoří komůrku a v ní se na dobu dvou až tři týdnů zakuklí. Následně za příznivých podmínek vylétnou mladí brouci a vše může začít znova.
Při silném zamoření tímto hmyzem dojde k rozsáhlé defoliaci stromů, při které stromy nepřirůstají. Případné napadení brouky opakované po několik let za sebou vede k úhynu stromů.

## Použití
Akácie sivozelená, stejně jako téměř všechny druhy akácií, zlepšuje úrodnost půdy chudé na dusík, speciální bakterie sídlící na kořenech jímají vzdušný dusík a obohacují jím půdu. Tato vlastnost je odvislá od délky dne a vlhkosti půdy, za tmy trvající přes 12 hodin nebo při vadnutí rostliny ze sucha se vázání dusíku snižuje. Také po použití dusíkatých hnojiv se fixace dusíku ze vzduchu do kořenů výrazně zhoršuje, stejně jako při zvýšení slanosti půdy. Stromy se pro svůj v mládí rychlý růst používají k výsadbě na místa, kde je nutno urychleně zabránit erozi půdy.
Je stálezelenou dřevinou používanou v zahradnictví, kde se její větvičky podobné kapradinám celoročně používají při vazbě kytic. Stromy se také vysazují ve městech na zkrášlení prostředí, jejich stříbřité listy a hojné květy jsou vhodné do parků a okrasných zahrad. Řady stromů se také používají jako nevysoké, ale rychlé vyrostlé větrolamy. Nesnáší ale hluboké prořezávání a časté zkracování větví. V krajinách, kde je nedostatek dřeva a je potřeba ho získat v krátké době se vysazuje i na plantážích, například v Číně byla akácie sivozelená vysázena na jinak neproduktivních plochách o celkové rozloze 300 ha.
Kůra stromů je velmi bohatá na třísloviny a získává se z ní tanin, květy jsou silně medonosné a včelařům prospěšné. Dřevo je poměrně houževnaté a dobře se soustruží. Používá se k výrobě drobného nábytku, k truhlářským pracím i na výrobu různých drobnosti denní potřeby, například na kolíčky na prádlo. Sloužívá i jako palivo, rychle hoří, ale ve srovnání s jinými akáciemi má menší výhřevnost. Esence z vonných květů se používají jako součást parfémů. Dřevo je také vhodné pro výrobu buničiny.